# Дербень (Тамбовская область)
Дербень – село в Кирсановском районе Тамбовской области, Россия. Входит в Марьинский сельсовет

## Топоним
Название села может происходить от старинного слова «дербень». Это синоним существительных «мешковина, дербужина», глагола «дербить», что означает: чесать, драть, теребить. Мельника в старину звали дербенищиком (вятск.) . Одно из значений слова «дербень» — изба мельника .

## География
Село расположено в восточной части Тамбовской области. Находится у реки Вяжля, притока реки Ворона.

### Климат
Климат умеренно континентальный, среднегодовая температура  +5,3. Годовая норма осадков 550 мм .

## История
Первое документальное упоминание о селе Дербень встречается в 1891 году в документах о введении в наследство потомков Боратынских, в частности, племянницы поэта Варвары Рачинской, а также в справочнике административного деления Тамбовской губернии за 1904 год.
В епархиальных сведениях 1911 года по церковному приходу села Марьинка, к которому относились и жители села Дербень, говорится, что в селе числилось дворов крестьянских - 39, с населением мужского пола – 139 человек, женского – 117 .

## Население
| 2010 |
| ---- |
| 95   |

## Известные уроженцы
- Михаил Сергеевич Дмитриев-Мамонов, последний помещик деревни Дербень, русский эмигрант.
- Александра Фёдоровна Боратынская (Черепанова), дочь коменданта Петропавловской крепости Санкт-Петербурга, мать знаменитого семейства, помещица и владелица деревни Дербень.
- Н. А. Пушкин, внук поэта А. С. Пушкина, неоднократно посещал Дербень, возможно, иногда проживал там с семьёй. Урочище «Пушкинские углы», по пути в село Иноковку, названо так благодаря внуку великого поэта.
- Милонов Владимир Егорович, генерал-лейтенант, родился в деревне Дербень 27 октября 1922 года, участник Великой Отечественной войны, лётчик. На знаменитом Ил-2, совершил геройский подвиг с посадкой своего самолёта на захваченной врагом территории и спас экипаж самолёта. В 1970-е годы служил в должности начальника штаба дальней военной авиации СССР.

## Инфраструктура
Жителей села обслуживает почтовое отделение, расположенное в селе Марьинка , там же учатся дети из села Дербень. Жители села занимаются разведением скота на домашних подворьях, ведут натуральное хозяйство, содержат огороды, на которых выращивают фрукты и овощи. В селе действует филиал библиотеки. 

## Транспорт
В регионе действует регулярное междугородное сообщение общественного транспорта. Ближайшее железнодорожное сообщение – станция Иноковка в 55,8 км.